# Hores Romanes
Hores Romanes (títol complet d'un original Horas de nra. Señora según la orden Romana) és un llibres d'hores escrit a Aragó en llengua romanç i publicat per Pedro Bernuz i Bartolomé de Nájera en diversos anys (1542, 1547, 1552, 1554 i 1556), sent prohibit per l'Església Catòlica el 1559 amb la inclusió a l'Index Librorum Prohibitorum per l'inquisidor general Fernando de Valdés.
De les cinc edicions que se sosté que tingué l'obra, quatre foren considerades a la Bibliografia Aragonesa. El bibliòfil aragonès solament considerà la de 1547 com l'única que es pot assegurar amb certesa respecte la seua existència, suggerint que les altres són sospitoses de ser falses o estar mal datades.
El 2005, la Biblioteca Nacional d'Espanya adquirí l'únic exemplar trobat, imprès el 1547. Signatura: R/40.718.

## Característiques de l'exemplar
Els títols i els comentaris estaven escrits en llengua castellana i els textos comentats en llatí.
L'estructura del text és la típica dels llibres d'hores: calendari, psalms de penitència, ofici de la Verge, ofici de difunts i commemoracions i oracions diverses.
Està censurat.